# Triticale
Genre
Le triticale est une plante annuelle de la famille des Poaceae (graminées). Première céréale créée par l'être humain, c'est un hybride (amphiploïde) entre le blé (dur ou tendre) et le seigle, dont la culture s'est développée depuis les années 1960. Il est cultivé surtout comme céréale fourragère.
Nom scientifique : ×Triticosecale Wittm. ex A. Camus (synonyme : ×Triticale Tscherm.-Seys. ex Müntzing) , famille des Poaceae, sous-famille des Pooideae, tribu des Triticeae.
Le nom « triticale » combine les noms latins de genre du blé (Triticum) et du seigle (Secale).

## Historique

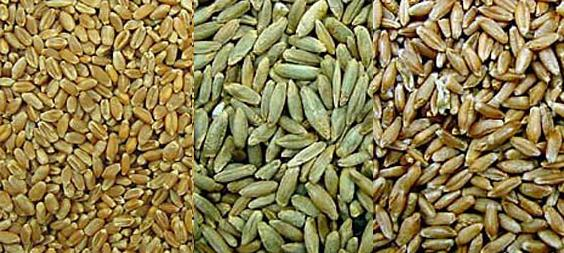
Blé, seigle, triticale

Les premiers hybrides blé x seigle fertiles ont été découverts et signalés au cours du XIXe siècle (Rimpau 1888). Mais la recherche et la sélection autour de cette plante n'ont commencé que dans les années 1930, après la découverte de la colchicine, un réactif provoquant le doublement du nombre de chromosomes.
Les premiers succès commerciaux du triticale ont été portés par des variétés sélectionnées en France et en Pologne. Des cultivars tout à fait confidentiels avaient été proposés au Canada (Rosner, U du Manitoba) et en Hongrie ( T64, Arpad Kiss, Kecskemet).
À partir de 1967, Y Cauderon en France (INRA Clermont Ferrand), Wolski et ses collaborateurs en Pologne (Laski), ont porté leur effort sur la sélection du triticale d'hiver, à la suite de croisements entre triticale octoploïdes (2n=56) et hexaploïdes (2n=42). De ces travaux, la variété Clercal (obtention INRA, Fr) fut inscrite au catalogue ouvert en France  en 1982; la variété Lasko (1982, Pologne) ne put pas être inscrite immédiatement en raison de problèmes d'hétérogénéité. Elle devient cependant  le triticale le plus cultivé dans le monde en raison de sa résistance au froid, tandis que Clercal connut un bon succès en France et dans les pays méditerranéens (Espagne, Italie, Portugal).
Il s'agit de la première céréale créée par l'homme. Yvonne et André Cauderon (Académie d'Agriculture, Ac des Sciences) estiment en 1993 qu'elle « risque d’acquérir une grande importance économique, en compétition avec les céréales classiques (Muntzing, 1979) ». La France est le premier pays du marché commun européen à commercialiser à partir de 1982 des semences de triticale conçues par l'Institut national de la recherche agronomique, car des semences circulaient de façon non officielle depuis l’automne 1979. Yvonne et André Cauderon relèvent qu'« en 1992, alors que le seigle a presque disparu » en France, avec 53 000 ha, « le triticale occupe plus de 170 000 ha, principalement en dehors des grandes zones céréalières, et notamment dans le Massif-Central ». En 2004, la production mondiale atteint 13,8 millions de tonnes, les principaux producteurs étant l'Allemagne (3,3 millions de tonnes), la Pologne (idem) puis la France (1,8 million de tonnes). En 2016, le triticale occupe le 5e rang de la production céréalière française, derrière le blé tendre, l’orge, le maïs et presque à égalité avec le blé dur. Il est très cultivé dans les régions de polyculture-élevage.

## Description

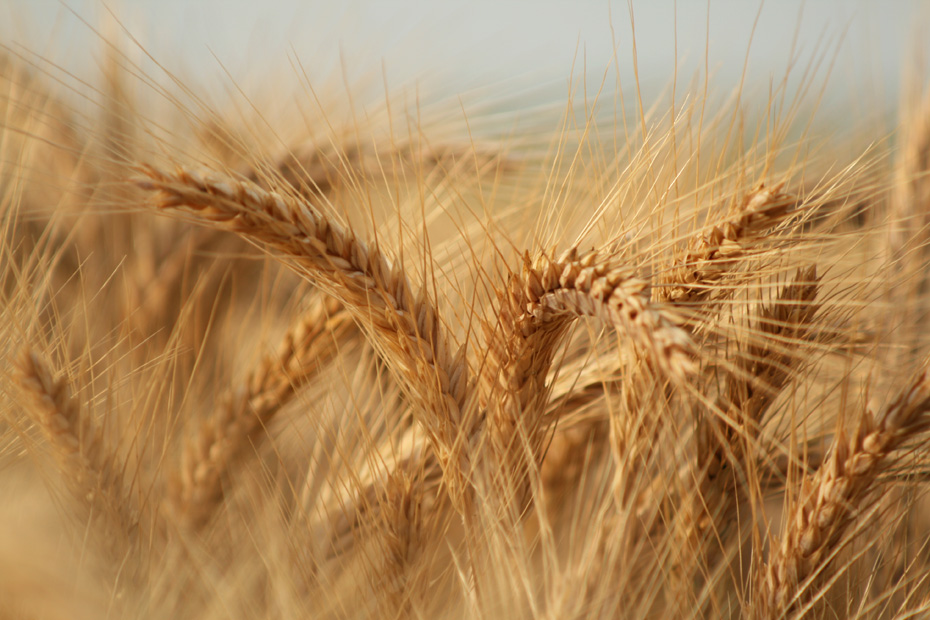
Épis de triticale

Le premier croisement du blé tendre et du seigle remonte à 1876 : l'Écossais A.S Wilson réalisa les premiers hybrides qui ne purent être utilisés plus loin car ils étaient stériles.
La première variété fertile de triticale a été produite pour la première fois en 1888 par l'Allemand Wilhelm Rimpau. En France, la première variété (Clercal, Obtention INRA) n'a été inscrite au catalogue officiel des variétés qu'en 1983.
D'obtention relativement récente, le triticale est une céréale secondaire, mais dont les surfaces cultivées augmentent régulièrement, surtout sur le continent européen. L'Union européenne concentre ainsi près des trois quarts de la production mondiale (la Pologne en est le premier producteur mondial, suivie par l'Allemagne et la France) mais la Biélorussie, la Chine et, dans une moindre mesure, l'Australie, en sont aussi d'importants pays producteurs. En France, ses zones de culture principales sont la Bretagne et le Massif central.

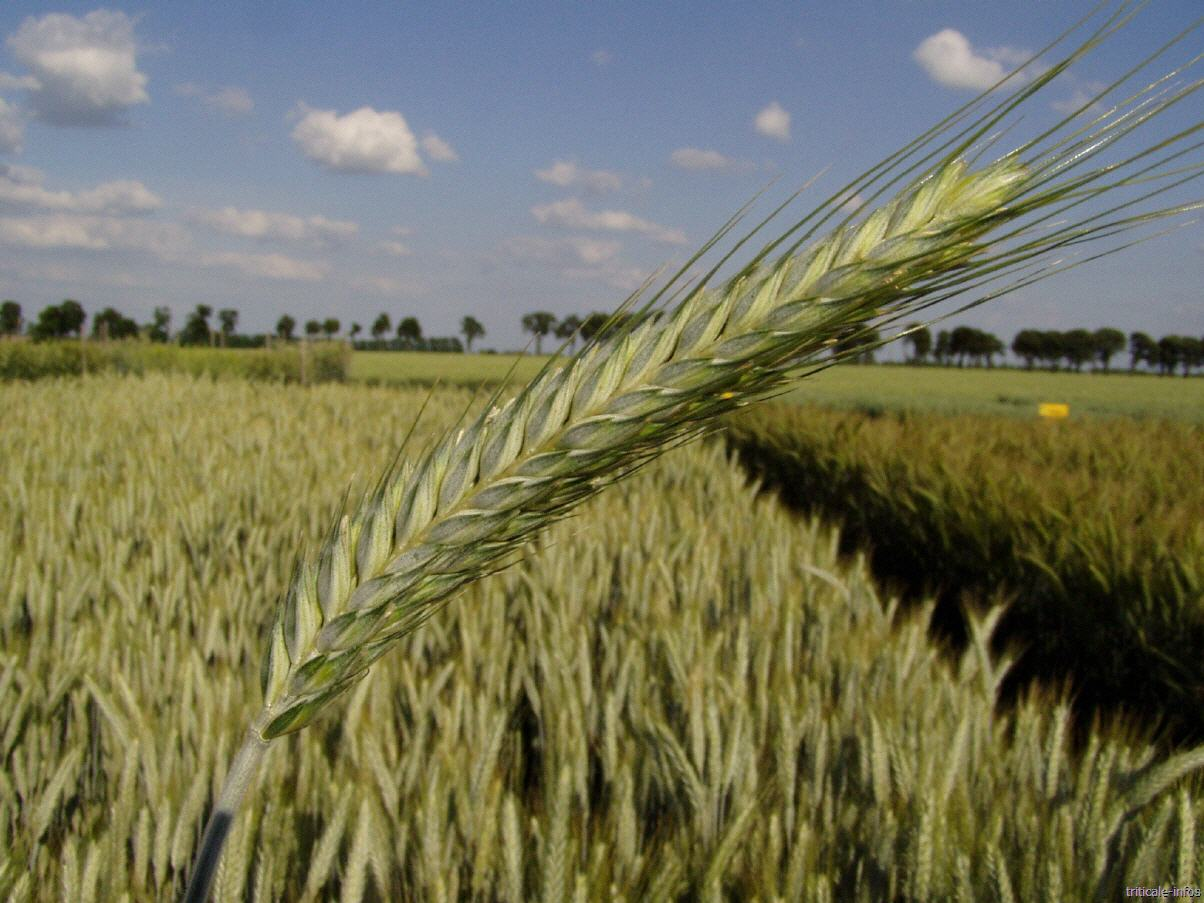
Épis de triticale

Cette plante offre l'avantage de combiner les caractéristiques de productivité du blé (dans l'absolu, son potentiel de rendement est comparable à celui du blé) et dans une moindre mesure, de qualité (absence d'alkylrésorcinols notamment), et la rusticité du seigle (résistance au froid intermédiaire entre celle du blé et du seigle, résistance aux maladies et aux adventices, adaptation aux sols humides et à tendance acide), ce qui en fait une céréale prisée pour l'agriculture biologique. Ses défauts résident surtout dans une difficulté pour le moissonnage avec les moyens mécaniques actuels, dans une tendance à la germination sur pied en cas de précipitations en période de maturation ainsi qu'un risque d'échaudage si au contraire cette période est très chaude en raison de son cycle de végétation plus long. Finalement, le rendement moyen oscille entre 40 et 60 quintaux par hectare selon les années et les lieux de production.
Le triticale a une valeur énergétique comparable à celle du blé. Sa teneur en protéines est plus faible mais sa teneur en lysine supérieure. Il est possible de le panifier suivant des techniques intermédiaires entre blé et seigle, et de meilleurs résultats en panification sont obtenus en mélangeant blé et triticale. Il est particulièrement riche en oligo-éléments, notamment le magnésium et le manganèse.

## Atouts
Le triticale dispose d'une surprenante adaptation aux différents modes culturaux dans de nombreuses régions de France ou d'Europe. C'est une plante qui est considérée comme ayant un potentiel intéressant.
- Sa rusticité permet de le maintenir dans des conduites « bio » ou de « bas-intrants », limitant ainsi l'impact des intrants (pesticides, fertilisation...).

- Sa bonne productivité, sa richesse en protéine et sa bonne production de paille en font une espèce intéressante pour les exploitations polycultures-élevages.

## Utilisations
Le triticale est fréquemment autoconsommé sur les exploitations et sa destination première est l'alimentation animale : 
- Alimentation dans les élevages porcins.
- Alimentation dans les élevages avicoles.

Mais il bénéficie d'autres débouchés :
- Source de fibres et de biomasse brute pour la production de biogaz.
- Production de produits chimiques.
- Production de carburants basés sur la chimie des sucres simples.
- Fabrication de biomatériaux comme les composites renforcés de fibres naturelles ou les polymères thermoplastiques à base d'amidon.

On estime qu'il pourrait être un jour utilisé en brasserie, pour la production d'éthanol ou pour la panification.
Le triticale cumule des propriétés rhéologiques, du blé tendre et du seigle, sans toutefois les égaler.
Il est en conséquence, possible de le panifier, le brasser ou le distiller.
Concernant la panification, la farine de triticale ne peut être utilisée seule : sa faible teneur en gluten ne lui permet que de venir compléter une farine de blé.

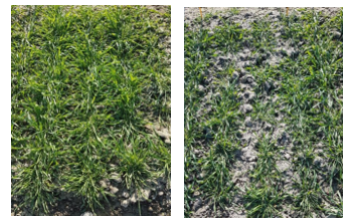
Comparaison du recouvrement du sol de deux variétés de triticale

Un des atouts du triticale est sa capacité à vite recouvrir le sol et à produire beaucoup de biomasse et du coup à ralentir voir fortement limiter l'arrivée des adventices et ensuite de limiter l'accès à la lumière pour celles-ci. Le choix de la variété adéquate permet aussi de faire des économies en intrants phytosanitaires et en coût de mécanisation.

## Création

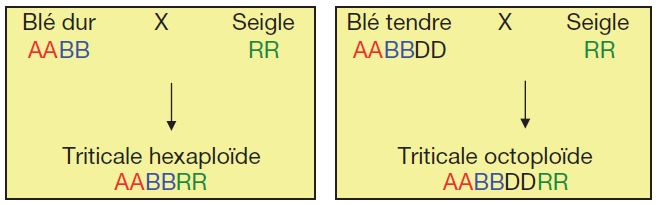

- 1re étape : croisement d’une variété de blé tendre avec une variété de seigle (Blé : ABD/ ABD x Seigle : R/R = ABDR). ou croisement d'une variété de blé dur avec une variété de seigle (Blé dur : AB/AB x seigle : R/R = ABR/ABR). Ce  croisement est facilité par l' Introduction dans le blé de gènes de compatibilité pour les croisements interspécifiques dans le blé tendre (gènes kr1, kr2, Skr - localisation sur les chromosomes 5A et 5B).

- 2e étape : doublement du matériel génétique à la colchicine afin d'obtenir un triticale primaire, octoploïde (ABDR/ABDR) ou hexaploïde (ABR/ABR).

- 3e étape : croisement du triticale primaire octoploïde avec un triticale hexaploïde. (ABDR/ABDR x ABR/ABR = ABR/ABR) ; les descendances reviennent généralement au niveau hexaploïde, il y a élimination du génome D du Blé. Par contre ces formes sont plus fertiles et plus vigoureuses que les parents 'primaires', c'est de cette façon qu'ont été obtenus les meilleurs cultivars.

## Variétés
Près de 120 variétés sont inscrites au Catalogue officiel des espèces et variétés, créées par 12 entreprises de sélection (AgriObtention, RAGT, Florimond Desprez...) et près de 320 sont inscrites au Catalogue européen.
Quelques variétés cultivées : 
- classiques : Agostino, Agrilac, Anagram, Bellac, Bienvenu, Brehat, Dometica, Cedrico, Collegial, Elicsir, Gerschwin, Kereon, Magistral, Maximal, Melenac, Orval, Quatrevents, Remiko, Rénovac, Rgt Omeac, Rivolt, Rotégo, Trefl, Tribeca, Triskell...
- hybride : Hyt prime, Rgt Keac

## Production
| Pologne     | 1038 |
| Allemagne   | 370  |
| France      | 337  |
| Biélorussie | 323  |
| Espagne     | 152  |
| Chine       | 71   |
| Russie      | 55   |
| Hongrie     | 53   |
| Australie   | 51   |

## Travaux
En France, il existe le GIE Triticale,(Groupement d'intérêt Economique), fondé en 1996, il a eu d’emblée pour but d’établir une collaboration privilégiée entre les sociétés semencières françaises impliquées dans la sélection de triticale – au départ 5 sociétés : C.C. Benoist, Florimond Desprez, Lemaire-Deffontaines, RAGT et Serasem – et l’INRA (devenu INRAE en 2020), et notamment son Département d’Amélioration des Plantes ainsi que sa filiale semencière Agri Obtention créée en 1983. En 2021, le semencier Secobra a rejoint le groupement.
Ce GIE a pour mission principale de stimuler les actions de recherche de ses membres dans le domaine de la sélection du triticale, plante issue du croisement entre blé et seigle, en privilégiant des actions de recherche ambitieuses que chacun d’entre eux hésiterait à entreprendre seul.
 À l'international, il existe l'ITA (International Triticale Association), ratifié et ayant le soutien international lors de la réunion d'Eucarpia Triticale à Schwerin en 1987 (voir le discours d'ouverture de Norman Darvey dans les actes du deuxième symposium international sur le triticale à Passo Fundo en 1990). Depuis lors, l'ITA organise des symposiums qui ont lieu tous les quatre ans.